# Panormitanus
Nicolò de' Tudeschi (Panormitanus, Abbas Modernus o Recentior, Abbas Panormitanus o Siculus) (Catania, Sicilia, 1386;  Palermo, 24 de febrero de 1445) fue arzobispo de Palermo y experto en derecho canónico benedictino italiano.

## Biografía
En 1400 ingresó en la orden de san Benedicto. Estudió en la Universidad de Bolonia durante 1404 y 1495, tuvo como profesor a Francesco Zabarella. En 1411 se doctoró en derecho canónico, y fue profesor en Parma (1412-18), Siena (1419-30) y Bolonia (1431-32). 
En 1425 fue nombrado abad del monasterio de Maniacio, cerca de Mesina, de donde viene el sobrenombre Abbas (abad), al que se le añadió Modernus o Recentior (para diferenciarlo de Abbas Antiquus, Bernardus de Montemirato, un experto en derecho canónico del siglo XIII que murió alrededor de 1288). 
También es conocido domo 'Abbas Siculus (abad siliciano), en referencia a su origen.
En 1433 estuvo en Roma donde ejerció las funciones de prelado auditor (juez) del Tribunal de la Rota y referendario apostólico.
Al año siguiente renunció a estos puestos para ponerse al servicio de Alfonso V de Aragón, rey de Sicilia, consiguiendo la diócesis de Palermo en 1435, de donde toma el sobrenombre Panormitanus o Palermitano.
Durante los conflictos que hubo en el pontificado del Papa Eugenio IV, Nicolò se alineó en un principio con el partido del papa, al que representó brevemente en el Concilio de Basilea, pero posteriormente se alió con el antipapa Félix V, que lo nombró cardenal en 1440.
Pío II, en una obra anterior, describe a Panormitanus lamentándose de que tuviera que oponerse al derrocamiento de Eugenio VI siguiendo las instrucciones de Alfonso V.
Panormitanus representó al Concilio de Basilea en las dietas imperiales que juzgaban las disputas entre Eugenio y el consejo.

## Obras

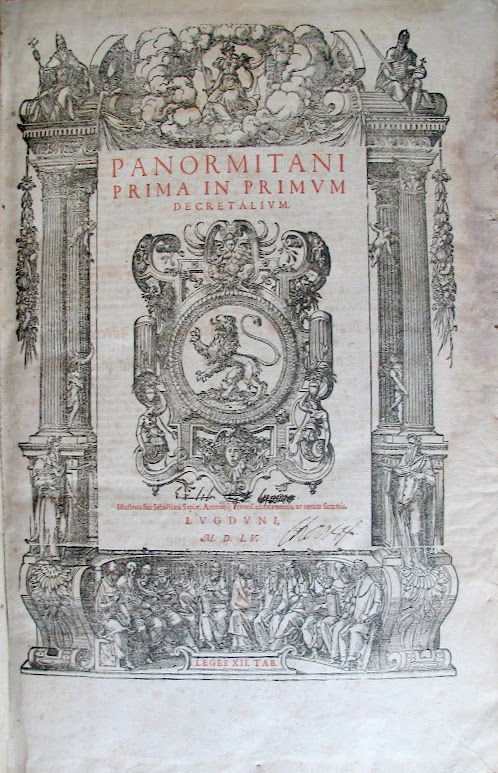
Panormitani prima in primum decretalium Ludguni MDLV

En su Tractatus de concilio Basileensi defendía la doctrina de la superioridad del concilio general sobre el papa. Fue escrito para la Dieta de Frankfurt de 1442 en la que se opuso a Nicolás de Cusa. 
Fueron sus obras canónicas, especialmente su Lectura in Decretales In Sextum, y In Clementina, las que le valieron el título de «lucerna juris» (lámpara de la ley) y le proporcionaron una gran autoridad. 
También escribió Consilia, Quaestiones, Repetitioes, Disputationes, disceptationes et allegationes, y Flores utriusque juris.
Una bella edición de sus obras se imprimió en Venecia en 1477; entre las frecuentes ediciones posteriores destaca la publicada en Venecia en los años 1617-18 en 10 volúmenes en folio y también  una edición de los comentarios a los Decretales en Lyon de 1521-1522.

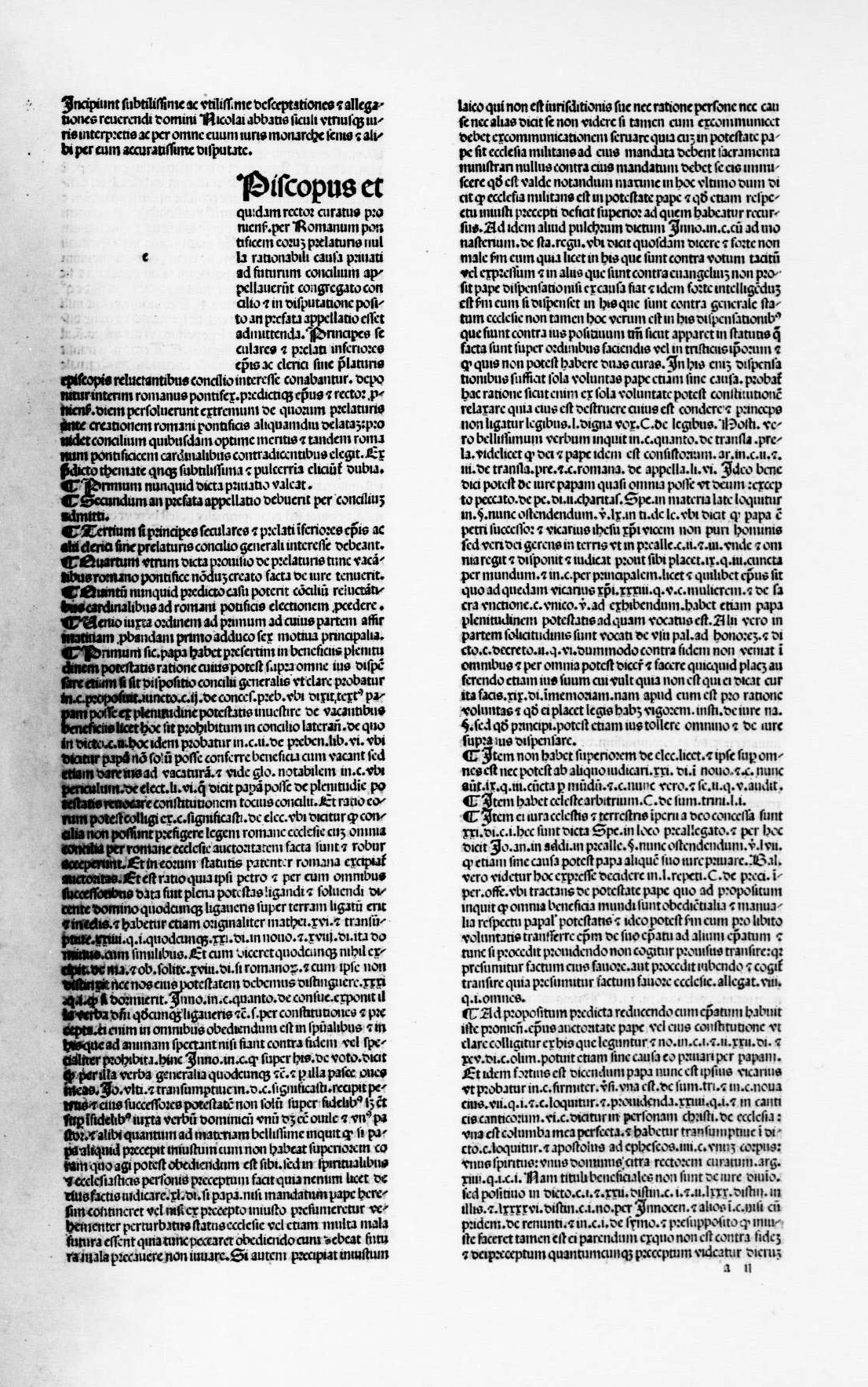
Disceptationes et allegationes, 1487